# Oscar za najbolji adaptirani scenarij
Oscar za najbolji adaptirani scenarij (eng. Academy Award for Writing Adapted Screenplay je jedan Oscara, jedna od najpoznatijih filmskih nagrada u Sjedinjenim Državama. Dodjeljuje se svake godine scenaristu scenarija adaptiranog iz drugog izvora (obično romana, drame ili kratke priče, ali ponekad i drugih filmova). Svi nastavci po ovom standardu se automatski smatraju adaptacijama (jer nastavak mora biti temeljen na originalnoj priči).

## 1920-e
| Godina      | Dobitnik film                                                              | Nominirani |
| ----------- | -------------------------------------------------------------------------- | --- |
| 1927./1928. | Sedmo nebo – Benjamin Glazer                                               | Jazz pjevač – Alfred A. Cohn Veličanstvena Betsy – Anthony Coldeway |
| 1928./1929. | Patriot – Hanns Kräly                                                      | Čudesne žene – Bess Meredyth The Last of Mrs. Cheyney – Hanns Kräly The Leatherneck – Elliott Judd Clawson Naše rasplesane kćeri – Josephine Lovett Neboder – Elliott Judd Clawson, William Taylor Garnett Policajac – William Taylor Garnett Singapurska sol – Elliott Judd Clawson U staroj Arizoni – Tom Barry The Valiant – Tom Barry, John Hunter Booth A Woman of Affairs – Bess Meredyth |
| 1929./1930. | Velika kuća – Joseph Farnham, Martin Flavin, Frances Marion, Lennox Marion | Disraeli – Julien Josephson Na zapadu ništa novo – Maxwell Anderson, George Abbott, Del Andrews Raspuštenica – John Meehan Street of Chance – Lenore J. Coffee, Howard Estabrook |

## 1930-e
| Godina      | Dobitnik film                                                              | Nominirani |
| ----------- | -------------------------------------------------------------------------- | --- |
| 1930./1931. | Cimarron – Howard Eastbrook                                                | Kriminalni kod – Seton I. Miller, Fred Niblo Jr. Mali Cezar – Francis Edward Faragoh, Robert N. Lee, Robert Lord, Darryl F. Zanuck Praznik – Horace Jackson Skippy – Joseph L. Mankiewicz, Don Marquis, Norman Z. McLeod, Sam Mintz |
| 1931./1932. | Bad Girl – Edwin J. Burke                                                  | Arrowsmith – Sidney Howard Dr. Jekyll i g. Hyde – Josef von Sternberg |
| 1932./1933. | Male žene – Victor Heerman, Sarah Y. Mason                                 | Dama za jedan dan – Robert Riskin Državni sajam – Paul Green, Sonya Levien |
| 1934.       | Dogodilo se jedne noći – Robert Riskin                                     | Tanki čovjek – Albert Hackett, Frances Goodrich Viva Villa! – Ben Hecht |
| 1935.       | Doušnik – Dudley Nichols                                                   | Captain Blood – Casey Robinson Pobuna na brodu Bounty - Talbot Jennings, Jules Furthman, Carey Wilson Život bengalskog kopljanika – Waldemar Young, John L. Balderston, Achmed Abdullah, Grover Jones, William Slavens McNutt       |
| 1936.       | Priča o Louisu Pasteuru – Pierre Collings, Sheridan Gibney                 | After the Thin Man – Frances Goodrich, Albert Hackett Dodsworth – Sidney Howard Gospodin Deeds ide u grad – Robert Riskin Moj čovjek Godfrey – Morrie Ryskind, Eric Hatch                                                           |
| 1937.       | Život Emila Zole – Heinz Herald, Geza Herczeg, Norman Raine                | Kapetan Hrabrost – Marc Connelly, John Lee Mahin, Dale Van Every Strašna istina – Viña Delmar Ulaz na pozornicu – Morrie Ryskind, Anthony Veiller Zvijezda je rođena – Dorothy Parker, Alan Campbell, Robert Carson                 |
| 1938.       | Pygmalion – Ian Dalrymple, Cecil Lewis, W.P. Lipscomb, George Bernard Shaw | Citadela – Ian Dalrymple, Frank Wead, Elizabeth Hill Grad dječaka – John Meehan, Dore Schary |
| 1939.       | Zameo ih vjetar – Sidney Howard                                            | Gospodin Smith ide u Washington – Sidney Buchman Ninočka - Charles Brackett, Billy Wilder, Walter Reisch Orkanski visovi - Charles MacArthur, Ben Hecht Zbogom, gospodine Chips – R. C. Sherriff, Claudine West, Eric Maschwitz     |

## 1940-e
| Godina | Dobitnik film                                                                 | Nominirani |
| ------ | ----------------------------------------------------------------------------- | --- |
| 1940.  | Priča iz Philadelphije – Donald Ogden Stewart                                 | Dugo putovanje kući – Dudley Nichols Kitty Foyle – Donald Ogden Stewart, Dalton Trumbo Plodovi gnjeva – Nunnally Johnson Rebecca – Philip MacDonald, Michael Hogan                                                                           |
| 1941.  | Dolazi gospodin Jordan – Sidney Buchman, Seton Miller                         | Kako je bila zelena moja dolina – Philip Dunne Male lisice – Lillian Hellman Malteški sokol – John Huston Zadrži zoru – Charles Brackett, Billy Wilder                                                                                       |
| 1942.  | Gđa. Miniver – George Froeschel, James Hilton, Claudine West, Arthur Wimperis | 49. paralela – Rodney Ackland, Emeric Pressburger Gradska šaputanja – Sidney Buchman, Irwin Shaw Ponos Jenkija – Herman J. Mankiewicz, Jo Swerling Robovi prošlosti – George Froeschel, Claudine West, Arthur Wimperis                       |
| 1943.  | Casablanca – Philip Epstein, Julius J. Epstein, Howard Koch                   | Bernadettina pjesma – George Seaton Straža na Rajni – Dashiell Hammett Sveti brak – Nunnally Johnson Što brojniji, to veseliji – Richard Flournoy, Lewis R. Foster, Frank Ross, Robert Russell                                               |
| 1944.  | Idući svojim putem – Frank Butler, Frank Cavett                               | Dvostruka obmana – Billy Wilder, Raymond Chandler Laura – Jay Dratler, Samuel Hoffenstein, Betty Reinhardt Nađimo se u St. Louisu – Irving Brecher, Fred F. Finklehoffe Plinsko svjetlo – John Van Druten, Walter Reisch, John L. Balderston |
| 1945.  | Izgubljeni vikend – Charles Brackett, Billy Wilder                            | Mildred Pierce – Ranald MacDougall Ponos marinaca – Albert Maltz Priča o vojniku – Leopold Atlas, Guy Endore, Philip Stevenson A Tree Grows in Brooklyn – Frank Davis, Tess Slesinger                                                        |
| 1946.  | Najbolje godine naših života – Robert Sherwood                                | Anna i sijamski kralj – Sally Benson, Talbot Jennings Kratki susret – Anthony Havelock-Allan, David Lean, Ronald Neame Rim, otvoreni grad – Sergio Amidei, Federico Fellini Ubojice – Anthony Veiller                                        |
| 1947.  | Čudo u 34. ulici – George Seaton                                              | Bumerang – Richard Murphy Džentlmenski sporazum – Moss Hart Unakrsna vatra – John Paxton Velika očekivanja – David Lean, Ronald Neame, Anthony Havelock-Allan                                                                                |
| 1948.  | Blago Sierra Madre – John Huston                                              | Johnny Belinda – Irmgard von Cube, Allen Vincent Potraga – Richard Schweizer, David Wechsler Vanjska politika – Charles Brackett, Billy Wilder, Richard L. Breen Zmijsko leglo – Frank Partos, Millen Brand                                  |
| 1949.  | Pismo trima ženama – Joseph L. Mankiewicz                                     | Kradljivac bicikla – Cesare Zavattini Pali idol – Graham Greene Svi kraljevi ljudi – Robert Rossen Šampion – Carl Foreman |

## 1950-e
| Godina | Dobitnik film                                                      | Nominirani |
| ------ | ------------------------------------------------------------------ | --- |
| 1950.  | Sve o Evi – Joseph L. Mankiewicz                                   | Džungla na asfaltu – Ben Maddow, John Huston Jučer rođena – Albert Mannheimer Mladenkin otac – Frances Goodrich, Albert Hackett Slomljena strijela – Albert Maltz                                                    |
| 1951.  | Mjesto pod suncem – Harry Brown, Michael Wilson                    | Afrička kraljica – James Agee, John Huston Detektivska priča – Robert Wyler, Philip Yordan La Ronde – Jacques Natanson, Max Ophüls Tramvaj zvan čežnja – Tennessee Williams                                          |
| 1952.  | Grad iluzija – Charles Schnee                                      | Čovjek u bijelom odijelu – John Dighton, Roger MacDougall, Alexander Mackendrick Mirni čovjek – Frank S. Nugent Pet prstiju – Michael Wilson Točno u podne – Carl Foreman                                            |
| 1953.  | Odavde do vječnosti – Daniel Taradash                              | Lili – Helen Deutsch Okrutno more – Eric Ambler Praznik u Rimu – Ian McLellan Hunter, John Dighton Shane – A.B. Guthrie Jr.                                                                                          |
| 1954.  | Provincijalka – George Seaton                                      | Pobuna na Caineu – Stanley Roberts Prozor u dvorište – John Michael Hayes Sabrina – Billy Wilder, Samuel Taylor, Ernest Lehman Sedam nevjesta za sedmero braće – Albert Hackett, Frances Gooderich, Dorothy Kingsley |
| 1955.  | Marty – Paddy Chayefsky                                            | Džungla na školsko ploči – Richard Brooks Istočno od Raja – Paul Osborn Loš dan u Black Rocku – Millard Kaufman Voli me ili ostavi – Daniel Fuchs, Isobel Lennart                                                    |
| 1956.  | Put oko svijeta u 80 dana – John Farrow, S. J. Perelman, James Poe | Baby Doll – Tennessee Williams Div – Fred Guiol, Ivan Moffat Prijateljsko uvjeravanje – Michael Wilson Želja za životom – Norman Corwin                                                                              |
| 1957.  | Most na rijeci Kwai – Carl Foreman, Michael Wilson                 | 12 gnjevnih ljudi – Reginald Rose Gradić Peyton – John Michael Hayes Nebo zna, gospodine Allison – John Huston, John Lee Mahin Sayonara – Paul Osborn                                                                |
| 1958.  | Gigi – Alan Jay Lerner                                             | Konjska usta – Alec Guinness Mačka na vrućem limenom krovu – Richard Brooks, James Poe Odvojeni stolovi – John Gay, Terence Rattigan Želim živjeti! – Nelson Gidding, Don M. Mankiewicz                              |
| 1959.  | Put u visoko društvo – Neil Paterson                               | Anatomija jednog umorstva – Wendell Mayes Ben-Hur – Karl Tunberg Neki to vole vruće – Billy Wilder, I.A.L. Diamond Priča o opatici – Robert Anderson                                                                 |

## 1960-e
| Godina | Dobitnik film                        | Nominirani |
| ------ | ------------------------------------ | --- |
| 1960.  | Elmer Gantry – Richard Brooks        | Melodije slave – James Kennaway Naslijedi vjetar – Nedrick Young, Harold Jacob Smith Sinovi i ljubavnici – Gavin Lambert, T.E.B. Clarke Lutalice – Isobel Lennart                                                    |
| 1961.  | Suđenje u Nürnbergu – Abby Mann      | Doručak kod Tiffanyja – George Axelrod Hazarder – Sydney Carroll, Robert Rossen Priča sa zapadne strane – Ernest Lehman Topovi s Navaronea – Carl Foreman                                                            |
| 1962.  | Ubiti pticu rugalicu – Horton Foote  | Čudotvorka – William Gibson David i Lisa – Eleanor Parry Lawrence od Arabije – Robert Bolt, Michael Wilson Lolita – Vladimir Nabokov                                                                                 |
| 1963.  | Tom Jones – John Osborne             | Captain Newman, M.D. – Richard L. Breen, Henry Ephron, Phoebe Ephron Hud – Irving Ravetch, Harriet Frank Jr. Ljiljani u polju – James Poe Sundays and Cybele – Serge Bourguignon, Bernard Eschassériaux              |
| 1964.  | Becket – Edward Anhalt               | Dr. Strangelove ili: Kako sam naučio ne brinuti i zavolio bombu – Stanley Kubrick, Terry Southern, Peter George Grk Zorba – Michael Cacoyannis Mary Poppins – Bill Walsh, Don DaGradi My Fair Lady – Alan Jay Lerner |
| 1965.  | Doktor Živago – Robert Bolt          | Brod luđaka – Abby Mann Cat Ballou – Walter Newman, Frank Pierson Kolekcionar – Stanley Mann, John Kohn Tisuću klaunova – Herb Gardner                                                                               |
| 1966.  | Čovjek za sva vremena – Robert Bolt  | Alfie – Bill Naughton Profesionalci – Richard Brooks Rusi dolaze, Rusi dolaze – William Rose Tko se boji Virginije Woolf? – Ernest Lehman                                                                            |
| 1967.  | U vrelini noći – Stirling Silliphant | Diplomac – Calder Willingham, Buck Henry Hladnokrvni kažnjenik – Donn Pearce, Frank Pierson In Cold Blood – Richard Brooks Uliks – Joseph Strick, Fred Haines                                                        |
| 1968.  | Zima jednog lava – James Goldman     | Čudni par – Neil Simon Oliver! – Vernon Harris Rachel, Rachel – Stewart Stern Rosemaryna beba – Roman Polanski |
| 1969.  | Ponoćni kauboj – Waldo Salt          | Anne od tisuću dana – John Hale, Bridget Boland, Richard Sokolove Konje ubijaju, Zar ne? – James Poe, Robert E. Thompson Z – Jorge Semprún, Costa-Gavras Zbogom, Columbus – Arnold Schulman                          |

## 1970-e
| Godina | Dobitnik film                                               | Nominirani |
| ------ | ----------------------------------------------------------- | --- |
| 1970.  | M*A*S*H – Ring Lardner Jr.                                  | Aerodrom – George Seaton Ljubavnici i drugi stranci – Joseph Bologna, David Zelag Goodman, Renée Taylor Nikad nisam pjevao svom ocu – Robert Anderson Zaljubljene žene – Larry Kramer                |
| 1971.  | Francuska veza – Ernest Tidyman                             | Konformist – Bernardo Bertolucci Paklena naranča – Stanley Kubrick Posljednja kino predstava – Larry McMurtry, Peter Bogdanovich Vrt Finzi-Continisa – Ugo Pirro, Vittorio Bonicelli                 |
| 1972.  | Kum – Mario Puzo, Francis Ford Coppola                      | Cabaret – Jay Preston Allen Emigranti – Bengt Forslund, Jan Troell Pete i Tillie – Julius J. Epstein Sounder – Lonne Elder                                                                           |
| 1973.  | Egzorcist – William Peter Blatty                            | Mjesec od papira – Alvin Sargent The Paper Chase – James Bridges Posljednji zadatak – Robert Towne Serpico – Waldo Salt, Norman Wexler                                                               |
| 1974.  | Kum II – Francis Ford Coppola, Mario Puzo                   | Lenny – Julian Barry Mladi Frankenstein – Gene Wilder, Mel Brooks Šegrtovanje Duddyja Kravitza – Lionel Chetwynd, Mordecai Richler Ubojstvo u Orijent Ekspresu – Paul Dehn                           |
| 1975.  | Let iznad kukavičjeg gnijezda – Bo Goldman, Laurence Hauben | Barry Lyndon – Stanley Kubrick Čovjek koji je htio postati kraljem – John Huston, Gladys Hill Miris žene – Ruggero Maccari, Dino Risi Sunčani momci – Neil Simon                                     |
| 1976.  | Svi predsjednikovi ljudi – William Goldman                  | Fellinijev Casanova – Federico Fellini, Bernardino Zapponi Opcija od sedam posto – Nicholas Meyer Putovanje prokletih – David Butler, Steve Shagan Vlakom prema slavi – Robert Getchell              |
| 1977.  | Julia – Alvin Sargent                                       | Equus – Peter Shaffer I Never Promised You a Rose Garden – Gavin Lambert, Lewis John Carlino Oh, Bože! – Larry Gelbart Taj mračni predmet žudnje – Luis Buñuel, Jean-Claude Carrière                 |
| 1978.  | Ponoćni ekspres – Oliver Stone                              | Apartman hotela California – Neil Simon Braća po krvi – Walter Newman Nebo može čekati – Elaine May, Warren Beatty U isto vrijeme, sljedeće godine – Bernard Slade                                   |
| 1979.  | Kramer protiv Kramera – Robert Benton                       | Apokalipsa danas – John Milius, Francis Ford Coppola Krletka – Marcello Danon, Edouard Molinaro, Jean Poiret, Francis Veber Mala romansa – Allan Burns Norma Rae – Harriet Frank Jr., Irving Ravetch |

## 1980-e
| Godina | Dobitnik film                                             | Nominirani |
| ------ | --------------------------------------------------------- | --- |
| 1980.  | Obični ljudi – Alvin Sargent                              | Breaker Morant – Jonathan Hardy, David Stevens, Bruce Beresford Čovjek slon – Christopher De Vore, Eric Bergren, David Lynch Kaskader – Lawrence B. Marcus, Richard Rush Rudareva kći – Tom Rickman          |
| 1981.  | Ljetnikovac na Zlatnom jezeru – Ernest Thompson           | Novčići s neba – Dennis Potter Ragtime – Michael Weller Vladar grada – Jay Presson Allen, Sidney Lumet Žena francuskog poručnika – Harold Pinter                                                             |
| 1982.  | Nestali – Costa-Gavras, Donald Stewart                    | Podmornica – Wolfgang Petersen Presuda – David Mamet Sofijin izbor – Alan J. Pakula Victor, Victoria – Blake Edwards                                                                                         |
| 1983.  | Vrijeme nježnosti – James L. Brooks                       | Garderobijer – Ronald Harwood Izdaja – Harold Pinter Odgajajući Ritu – Willy Russell Reuben, Reuben – Julius J. Epstein                                                                                      |
| 1984.  | Amadeus – Peter Shaffer                                   | Greystoke: Legenda o Tarzanu – P.H. Vazak, Michael Austin Polja smrti – Bruce Robinson Put u Indiju – David Lean Vojnikova priča – Charles Fuller                                                            |
| 1985.  | Moja Afrika – Kurt Luedtke                                | Boja purpura – Menno Meyjes Čast Prizzijevih – Richard Condon, Janet Roach Poljubac žene pauka – Leonard Schrader The Trip to Bountiful – Horton Foote                                                       |
| 1986.  | Soba s pogledom – Ruth Prawer                             | Boja novca – Richard Price Budi uz mene – Raynold Gideon, Bruce A. Evans Djeca manjeg boga – Hesper Anderson, Mark Medoff Zločini srca – Beth Henley                                                         |
| 1987.  | Posljednji kineski car – Bernardo Bertolucci, Mark Peploe | Fatalna privlačnost – James Dearden Full Metal Jacket – Gustav Hasford, Michael Herr, Stanley Kubrick Moj pasji život – Brasse Brännström, Per Berglund, Lasse Hallström, Reidar Jönsson Mrtvi – Tony Huston |
| 1988.  | Opasne veze – Christopher Hampton                         | Gorile u magli – Anna Hamilton Phelan Mala Dorritova – Christine Edzard Nepodnošljiva lakoća postojanja (1988) – Jean-Claude Carrière, Philip Kaufman Slučajni turist – Frank Galati, Lawrence Kasdan        |
| 1989.  | Vozeći gospođicu Daisy – Alfred Uhry                      | Moje lijevo stopalo – Shane Connaughton, Jim Sheridan Neprijatelji, ljubavna priča – Paul Mazursky, Roger L. Simon Polje snova – Phil Alden Robinson Rođen 4. srpnja – Ron Kovic, Oliver Stone               |

## 1990-e
| Godina | Dobitnik film                                     | Nominirani |
| ------ | ------------------------------------------------- | --- |
| 1990.  | Ples s vukovima – Michael Blake                   | Buđenja – Steve Zaillian Dobri momci – Nicholas Pileggi, Martin Scorsese Varalice – Donald E. Westlake Žrtve bogatstva – Nicholas Kazan                                                              |
| 1991.  | Kad jaganjci utihnu – Ted Tally                   | Europa, Europa – Agnieszka Holland Gospodar plime – Pat Conroy, Becky Johnston JFK – Oliver Stone, Zachary Sklar Pržene zelene rajčice – Fannie Flagg, Carol Sobieski                                |
| 1992.  | Howards End – Ruth Prawer Jhabvala                | Igrač – Michael Tolkin Miris žene – William Nicholson Rijeka sjećanja – Richard Friedenberg Začarani travanj – Peter Barnes                                                                          |
| 1993.  | Schindlerova lista – Steven Zaillian              | Doba nevinosti – Jay Cocks, Martin Scorsese Na kraju dana – Ruth Prawer Jhabvala Shadowlands – William Nicholson U ime oca – Terry George, Jim Sheridan                                              |
| 1994.  | Forrest Gump – Eric Roth                          | Iskupljenje u Shawshanku – Frank Darabont Kviz – Paul Attanasio Ludilo kralja Georgea – Alan Bennett Ničija budala – Robert Benton                                                                   |
| 1995.  | Razum i osjećaji – Emma Thompson                  | Apollo 13 – William Broyles Jr., Al Reinert Napuštajući Las Vegas – Mike Figgis Poštar – Anna Pavignano, Michael Radford, Furio Scarpelli, Massimo Troisi Praščić Babe – George Miller, Chris Noonan |
| 1996.  | Oštrica zločina – Billy Bob Thornton              | Engleski pacijent – Anthony Minghella Hamlet – Kenneth Branagh Trainspotting – John Hodge Vještice iz Salema – Arthur Miller                                                                         |
| 1997.  | L.A. Povjerljivo – Curtis Hanson, Brian Helgeland | Donnie Brasco – Paul Attanasio Predsjedničke laži – Hilary Henkin, David Mamet Preljubnici – Hossein Amini Slatka budućnost – Atom Egoyan                                                            |
| 1998.  | Bogovi i čudovišta – Bill Condon                  | Daleko od očiju – Scott Frank Jednostavan plan – Scott B. Smith Osnovne boje – Elaine May Tanka crvena linija – Terrence Malick                                                                      |
| 1999.  | Kućna pravila – John Irving                       | Izbori – Alexander Payne Probuđena savjest – Eric Roth, Michael Mann Talentirani gospodin Ripley – Anthony Minghella Zelena milja – Frank Darabont                                                   |

## 2000-e
| Godina | Dobitnik film                                                                    | Nominirani |
| ------ | -------------------------------------------------------------------------------- | --- |
| 2000.  | Traffic – Stephen Gaghan                                                         | Čokolada – Robert Nelson Jacobs Tigar i zmaj – Hui-Ling Wang, James Schamus, Kuo Jung Tsai Tko je ovdje lud? – Braća Coen Zlatni dečki – Steven Kloves |
| 2001.  | Genijalni um – Akiva Goldsman                                                    | Gospodar prstenova: Prstenova družina – Fran Walsh, Philippa Boyens, Peter Jackson Shrek – Ted Elliott, Terry Rossio, Joe Stillman, Roger S.H. Schulman Svijet duhova – Daniel Cloves, Terry Zwigoff U zamci – Todd Field, Robert Festinger                                                                                    |
| 2002.  | Pijanist – Ronald Harwood                                                        | Adaptacija – Charlie Kaufman, Donald Kaufman Chicago – Bill Condon Sati – David Hare Sve zbog jednog dječaka – Peter Hedges, Chris Weitz, Paul Weitz |
| 2003.  | Gospodar prstenova: Povratak kralja – Fran Walsh, Philippa Boyens, Peter Jackson | Američki san – Robert Pulcini, Shari Springer Bernan Božji grad – Braulio Mantovani Mistična rijeka – Brian Helgeland Utrka života – Gary Ross |
| 2004.  | Stranputica – Alexander Payne, Jim Taylor                                        | Djevojka od milijun dolara – Paul Haggis Dnevnik Che Guevare – José Rivera Prije sumraka – Richard Linklater, Julie Delpy, Ethan Hawke San za životom J.M Barrieja – David Magee |
| 2005.  | Planina Brokeback – Larry McMurtry, Diana Ossana                                 | Brižni vrtlar – Jeffrey Caine Capote – Dan Futterman München – Tony Kushner, Eric Roth] Povijest nasilja – Josh Olson |
| 2006.  | Pokojni – William Monahan                                                        | Bilješke o skandalu – Patrick Marber Borat: učenje o amerika kultura za boljitak veličanstveno država Kazahstan – Sacha Baron Cohen, Peter Baynham, Anthony Hines, Dan Mazer, Todd Phillips Djeca čovječanstva – Alfonso Cuarón, Timothy J. Sexton, David Arata, Mark Fergus, Hawk Ostby Mala djeca – Todd Field, Tom Perrotta |
| 2007.  | Nema zemlje za starce – Braća Coen                                               | Bit će krvi – Paul Thomas Anderson Daleko od nje – Sarah Polley Okajanje – Christopher Hampton Skafander i leptir – Ronald Harwood |
| 2008.  | Milijunaš s ulice – Simon Beaufoy                                                | Frost/Nixon – Peter Morgan Neobična priča o Benjaminu Buttonu – Eric Roth, Robin Swicord Sumnja – John Patrick Shanley Žena kojoj sam čitao – David Hare |
| 2009.  | Precious – Geoffrey Fletcher                                                     | Distrikt 9 – Neill Blomkamp i Terri Tatchell In the Loop – Jesse Armstrong, Simon Blackwell, Armando Iannucci i Tony Roche Ni na nebu, ni na zemlji – Jason Reitman i Sheldon Turner Sve o jednoj djevojci – Nick Hornby |

## 2010-e
| Godina | Dobitnik film                                                                    | Nominirani |
| ------ | -------------------------------------------------------------------------------- | --- |
| 2010.  | Društvena mreža – Aaron Sorkin                                                   | 127 sati – Danny Boyle, Simon Beaufoy Priča o igračkama 3 – Michael Arndt, John Lasseter, Andrew Stanton, Lee Unkrich Čovjek zvan Hrabrost – Braća Coen Zimska kost – Debra Granik, Anne Rosellini         |
| 2011.  | Umjetnik – Alexander Payne, Nat Faxon, Jim Rash                                  | Hugo – John Logan Martovske ide – George Clooney, Grant Heslov, Beau Willimon Igra pobjednika – Steven Zaillian, Aaron Sorkin, Stan Chervin Dečko, dama, kralj, špijun – Bridget O'Connor, Peter Straughan |
| 2012.  | Argo – Chris Terrio                                                              | Zvijeri južnih divljina – Lucy Alibar, Benh Zeitlin Pijev život – David Magee Lincoln – Tony Kushner U dobru i u zlu – David O. Russell                                                                    |
| 2013.  | 12 godina ropstva – John Ridley                                                  | Prije ponoći – Richard Linklater, Julie Delpy, Ethan Hawke Kapetan Phillips – Billy Ray Philomena – Steve Coogan, Jeff Pope Vuk s Wall Streeta – Terence Winter                                            |
| 2014.  | Igra oponašanja – Graham Moore                                                   | Američki snajper – Jason Hall Inherent Vice – Paul Thomas Anderson Teorija svega – Anthony McCarten Ritam ludila – Damien Chazelle                                                                         |
| 2015.  | Oklada stoljeća – Adam McKay, Charles Randolph                                   | Brooklyn – Nick Hornby Carol – Phyllis Nagy Marsovac – Drew Goddard Soba – Emma Donoghue |
| 2016.  | Moonlight – Barry Jenkins, Tarell Alvin McCraney                                 | Dolazak – Eric Heisserer Ograde – August Wilson (posthoumno) Skrivene brojke – Theodore Melfi, Allison Schroeder Lav – Luke Davies                                                                         |
| 2017.  | Skrivena ljubav –James Ivory                                                     | Kraljica pokera – Aaron Sorkin Logan – Scott Frank, James Mangold i Michael Green Mudbound – Dee Rees i Virgil Williams The disaster artist – Scott Neustadler i Michael H. Webber                         |
| 2018.  | Crni član KKKlana –Charlie Wachtel, David Rabinowitz, Kevin Willmott i Spike Lee | Možete li mi ikad oprostiti? – Nicole Holofcener i Jeff Whitty The Ballad of Buster Scruggs – Braća Coen Ulica Beale (2018.) – Barry Jenkins Zvijezda je rođena – Eric Roth, Bradley Cooper i Will Fetters |
| 2019.  | Jojo Rabbit – Taika Waititi                                                      | Irac – Steven Zailliani Joker – Todd Phillips i Scott Silver Male žene – Greta Gerwing Dvojica pape – Anthony McCarten                                                                                     |

## 2020-e
| Godina        | Film Dobitnik                               | Nominirani |
| ------------- | ------------------------------------------- | --- |
| 2020. / 2021. | Otac – Christopher Hampton i Florian Zeller | Borat Subsequent Moviefilm – Sacha Baron Cohen, Peter Baynham, Jena Friedman, Anthony Hines, Lee Kern, Dan Mazer, Erica Rivinoja i Dan Swimer Zemlja nomada – Chloé Zhao One Night in Miami... – Kemp Powers Bijeli tigar – Ramin Bahrani |
| 2021.         | CODA – Sian Heder                           | Drive My Car – Ryusuke Hamaguchi i Takamasa Oe Dina – Eric Roth, Jon Spaihts i Denis Villeneuve Mračna kći – Maggie Gyllenhaal Šape pasje – Jane Campion                                                                                  |
| 2022.         | Žene govore – Sarah Polley                  | Na Zapadu ništa novo – Edward Berger, Lesley Paterson & Ian Stokell Nož u leđa: Glass Onion – Rian Johnson Living – Kazuo Ishiguro Top Gun: Maverick – Ehren Kruger, Christopher McQuarrie & dr.                                          |
| 2023.         | American Fiction – Cord Jefferson           | Barbie – Noah Baumbach & Greta Gerwig Oppenheimer – Christopher Nolan Uboga stvorenja – Tony McNamara Zona interesa' – Jonathan Glazer |

## Vanjske poveznice
- Scenariji nagrađeni Oscarom 1928. – 2005.